# Гілерт
Гілерт (нім. Gielert) — громада в Німеччині, розташована в землі Рейнланд-Пфальц. Входить до складу району Бернкастель-Віттліх. Складова частина об'єднання громад Тальфанг-ам-Ербескопф.
Площа — 4,09 км2. Населення становить 148 ос. (станом на 31 грудня 2020).